# Bahnradsport-Weltmeisterschaften 1980
Die Bahnradsport-Weltmeisterschaften 1980 fanden vom 3. bis 7. September 1980 auf der Radrennbahn im Stade Léo-Lagrange in Besançon statt.
Die Radrennbahn verfügte über eine 454 Meter lange Zementpiste mit einer Kurvenüberhöhung von 32 Grad. Rund 35 000 Zuschauer besuchten die Wettbewerbe. Wenn auch die Begeisterung der Zuschauer groß war, so beklagte der Journalist des deutschen Radsport, sei es doch mit der Gastfreundschaft in der Stadt nicht weit her gewesen. Die Gastronomie sei in keiner Weise auf die Weltmeisterschaft eingestellt gewesen, so dass man abends spät nach Beendigung der Rennen nichts mehr zu essen bekommen hätte.
Da 1980 die Olympischen Spiele in Moskau stattfanden, wurden bei den Weltmeisterschaften in Frankreich nur die nicht-olympischen Wettbewerbe ausgetragen. Trotzdem standen insgesamt zehn Wettbewerbe auf dem Programm, da sowohl das Punktefahren wie auch Keirin für die Profis neu aufgenommen worden waren. Im Jahre zuvor hatte bei der WM ein Demonstrationswettbewerb im Keirin stattgefunden, den der Italiener Giordano Turrini gewonnen hatte.
Die Mannschaft des Bundes Deutscher Radfahrer errang insgesamt vier Medaillen und war damit zweitstärkste Mannschaft hinter jener der Niederlande. Bei den Amateur-Steherrennen belegten die Deutschen Jean Breuer und Rainer Podlesch Rang vier und fünf. Die Deutsche Beate Habetz belegte im Sprint Platz vier, nachdem sie im Finale um Platz drei von ihrer Landsfrau Claudia Lommatzsch geschlagen worden war.
Im Rahmen der Tandem-Wettbewerbe kam es beim Halbfinale der Italiener Giorgio Rossi und Floriano Finamore gegen die Franzosen Yvon Cloarec und Franck Dépine zu einem vom Publikum angefachten Nervenkrieg gegen die Italiener. Die angeheizte Stimmung hatte zur Folge, dass Finamore einen französischen Journalisten schlug. Der Radsport beklagte den Chauvinismus der französischen Zuschauer und kommentierte Finamores Ausraster: „Es war sicherlich nicht richtig […] aber völlig erklärlich.“

## Resultate Frauen
| Disziplin                       | Platz | Land               | Athlet              |                        |
| ------------------------------- | ----- | ------------------ | ------------------- | ---------------------- |
| Sprint                          | 1     | Vereinigte Staaten | Sue Novara          | 13,33 (1.), 12,57 (2.) |
| 16 Starterinnen aus 10 Nationen | 2     | Sowjetunion        | Galina Zarjowa      |                        |
|                                 | 3     | Deutschland        | Claudia Lommatzsch  | 13,29 (1.), 13,37 (2.) |
| Einerverfolgung (3000 m)        | 1     | Sowjetunion        | Nadeschda Kibardina | 3:59,70 min.           |
| 18 Starterinnen aus 12 Nationen | 2     | Kanada             | Karen Strong        | 4:00,57 min.           |
|                                 | 3     | Niederlande        | Petra de Bruin      | 3:59,70 min.           |

## Resultate Männer

### Profis
| Sprint                    | 1 | Japan                      | Kōichi Nakano                           | 11,54 (1.), 11,30 (2.) |  |
| 9 Starter aus 4 Nationen  | 2 | Japan                      | Masahiko Ozaki                          |                        |  |
|                           | 3 | Frankreich                 | Daniel Morelon                          | 12,71 (1.), 12,85 (2.) |  |
| Keirin                    | 1 | Australien                 | Danny Clark                             |                        |  |
| 13 Starter aus 8 Nationen | 2 | Frankreich                 | Daniel Morelon                          |                        |  |
|                           | 3 | Danemark                   | Niels Fredborg                          |                        |  |
| Einerverfolgung (5000 m)  | 1 | Vereinigtes Konigreich     | Tony Doyle                              | 6:04,97 min.           |  |
| 21 Starter aus 9 Nationen | 2 | Niederlande                | Herman Ponsteen                         | 6:14,77 min.           |  |
|                           |   |                            |                                         |                        |  |
| Punktefahren              | 1 | Belgien                    | Constant Tourné                         | 61 Pkt.                |  |
| 16 Starter aus 9 Nationen | 2 | Italien                    | Giovanni Mantovani                      | 57 Pkt.                |  |
|                           | 3 | Deutschland                | Heinz Betz                              | 53 Pkt.                |  |
| Steherrennen (1 Stunde)   | 1 | Deutschland Bundesrepublik | Wilfried Peffgen (hinter Dieter Durst)  | 69,170 km              |  |
| 13 Starter aus 6 Nationen | 2 | Niederlande                | René Kos (hinter Bruno Walrave)         | 35 Meter zurück        |  |
|                           | 3 | Italien                    | Bruno Vicino (hinter Domenico De Lillo) | 180 Meter zurück       |  |

### Amateure
| Disziplin                        | Platz | Land         | Athlet                                    | Zeit                   |
| -------------------------------- | ----- | ------------ | ----------------------------------------- | ---------------------- |
| Tandem                           | 1     | Tschechien   | Ivan Kučírek/Pavel Martínek               | 10,43 (1.), 10,34 (2.) |
| 5 Teams aus 5 Nationen           | 2     | Frankreich   | Yvon Cloarec/Franck Dépine                |                        |
|                                  | 3     | Italien      | Giorgio Rossi/Floriano Finamore           | 10,75 (1.), 10,66 (3.) |
| Punktefahren (50 km)             | 1     | Australien   | Gary Sutton                               | 49 Pkt.                |
| 28 Starter aus 15 Nationen       | 2     | Sowjetunion  | Wiktor Manakow                            | 45 Pkt.                |
|                                  | 3     | Deutschland  | Josef Kristen                             | 43 Pkt.                |
| Steherrennen (Finale über 50 km) | 1     | Niederlande  | Gaby Minneboo (hinter Bruno Walrave)      | 43:05,48 min.          |
| 20 Starter aus 8 Nationen        | 2     | Niederlande  | Matthé Pronk (hinter Norbert Koch)        | 70 Meter zurück        |
|                                  | 3     | Spanien 1977 | Bartolomé Caldentey (hinter Antonio Mora) | 340 Meter zurück       |